# Lycaonië

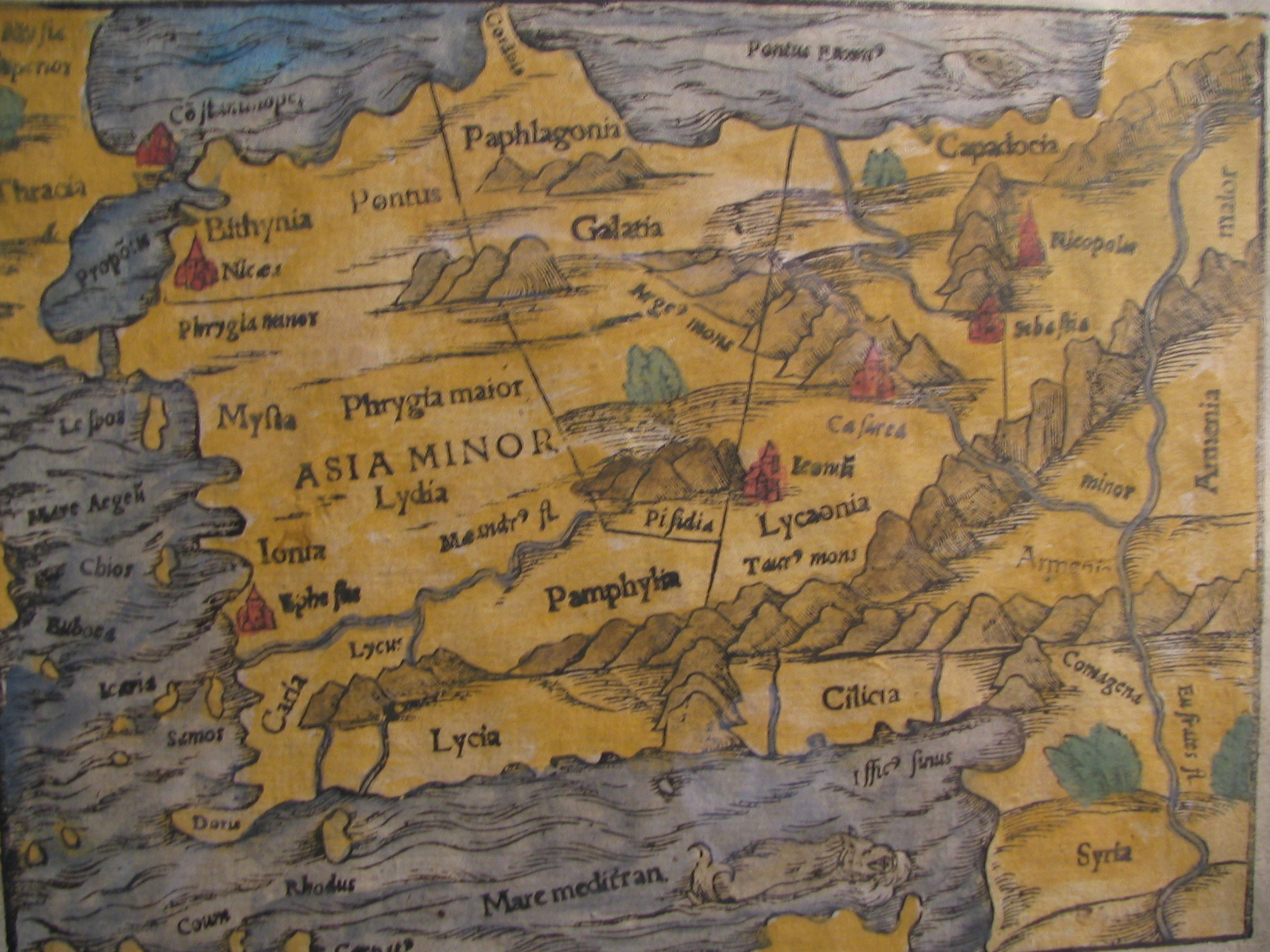
Een 15e-eeuwse kaart van Klein-Azië waarop Lycaonië wordt aangegeven.

Lycaonië was in de oudheid een uitgestrekte regio in de binnenlanden van Klein-Azië ten noorden van het Taurusgebergte. Het werd begrensd door Cappadocië in het oosten, Galatië in het noorden en Phrygië en Pisidië in het westen. In het zuiden grensde het aan het land dat in vroeger tijden Cilicië Tracheia en in de Byzantijnse periode Isaurië genoemd werd. De grenzen veranderden in de loop der tijd echter aanzienlijk.

## Geschiedenis
- Hoewel niet vermeld door Herodotus wordt Lycaonië wel beschreven door Xenophon zoals het was toen Cyrus de Jongere het doorkruiste tijdens zijn mars door Azië. Xenophon beschrijft Iconium als de laatste stad van Phrygië.
- In de Handelingen van de Apostelen 15:5 schrijft Paulus dat hij, nadat hij Iconium verlaten had, de grens overging en aankwam in Lystra in Lycaonië.
- Ptolemaeus beschrijft Lycaonië als een deel van de provincie Cappadocië, waarschijnlijk vanwege de associatie die de Romeinen maakten om administratieve redenen.
- Cappadocië en Lycaonië worden als duidelijk gescheiden gezien door zowel Strabo als Xenophon. Lycaonië wordt door Strabo beschreven als een gebied van koude hoogten waar wilde ezels en schapen grazen. Koning Amyntas van Galatië (ca. 95-65 v.Chr.) hield er volgens zijn zeggen meer dan 300 kudden.

## Geografie
Het gebied ligt op een hoogte van meer dan 1000 meter boven zeeniveau. Er is een tekort aan water en bovendien plaatselijk een teveel aan zout in de grond. Hierdoor is het noordelijke deel van nabij Iconium tot aan het zoutmeer van Tatta en de grens met Galatië vrijwel geheel onvruchtbaar. Alleen kleine gebieden rond Iconium en land rond grotere dorpen worden bewerkt. De grond is enkel productief zolang water voorhanden is. In de oudheid werd veel zorg besteed aan de opslag en distributie van water. Grote delen land die nu onvruchtbaar zijn werden toen bewerkt en voorzagen een groot aantal steden in hun behoeften.
De vlakte wordt onderbroken door enkele kleine vulkanische gebergten waarvan de Kara Dagh (een paar kilometer ten noorden van Karaman) oprijst tot 2288 meter. De Karadja Dagh ten noordoosten daarvan is minder hoog maar bestaat uit een schitterende rij vulkanische pieken. De bergen in het noordwesten nabij Iconium en Laodicea Combusta zijn de uitlopers van het Sultan Dagh-gebergte dat het grootste deel van Phrygië doorkruist.
Iets verder naar het noorden, direct op de grens met Phrygië, lag Laodicea Combusta (tegenwoordig Ladik). Het had de toevoeging Combusta om het te onderscheiden van de Phrygische stad met die naam. In het zuiden, nabij de voet van de Taurus, lag Laranda (Karaman) waarnaar de provincie Karaman genoemd is. Derbe en Lystra, volgens de Handelingen van de Apostelen vrij grote dorpen, lagen tussen Iconium en Laranda. Veel dorpen werden bisdommen in Byzantijnse tijden, Lycaonië werd al vroeg een christelijke streek en het kerkelijke systeem was er in de 4e eeuw beter georganiseerd dan elders in Klein-Azië.

## Politiek
De Lycaoniërs lijken grotendeels onafhankelijk te zijn geweest van het Perzische Rijk en waren net als hun buren, de Isauriërs, een wild en wetteloos volk van vrijbuiters. Hun land werd echter doorkruist door een van de grootste natuurlijke wegen door Klein-Azië, van Sardis en Efeze naar de Cilicische Poort, een bergpas die doorgang bood tot Syrië. Een aanzienlijk aantal plaatsen ontstond langs of nabij deze weg. De belangrijkste daarvan was Iconium, de meest vruchtbare plaats in het land. De Romeinen beschouwden het als de hoofdstad hoewel het etnologisch gezien Phrygisch was. Het wordt nog steeds Konya genoemd en het was eeuwenlang de hoofdstad van het Seltsjoekenrijk.
Na de nederlaag van Antiochus III de Grote in de Slag bij Magnesia (190 v.Chr.) werd Lycaonië door de Romeinen aan koning Eumenes II van Pergamon gegeven. Rond 160 v.Chr. werd een deel ervan, de Tetrarchie van Lycaonië, toegevoegd aan Galatië en in 129 v.Chr. werd de oostelijke helft aan Cappadocië gegeven als een elfde strategia. Pompeius gaf het noordelijke deel van de tetrarchie aan Galatië bij zijn hervorming van de Provinciae in 64 v.Chr., na de Mithridatische Oorlogen. Het oostelijke deel van de elfde strategia werd deel van Cappadocië en het overgebleven deel werd toegekend aan Cilicië. De wijze van administratie van deze gebieden veranderde vaak onder Romeinse heerschappij. In 371 n.Chr. werd Lycaonië voor het eerst een aparte provincie. Tegenwoordig is het een deel van de provincie Konya.

## Identiteit
Ten tijde van Strabo hadden de Lycaoniërs hun specifieke identiteit behouden maar hun etnische affiniteit is onbekend. Het feit dat de Lycaonische taal genoemd wordt in de Handelingen van de Apostelen (14:11) geeft aan dat de moedertaal rond het jaar 50 n.Chr. gesproken werd door de bevolking van Lystra. Waarschijnlijk was het pas later en onder christelijke invloed dat het Grieks die plaats innam.
Er is een theorie dat de naam "Lycaonië" een Griekse versie is van het oorspronkelijke Lukkawanna hetgeen in een oude Anatolische taal, gerelateerd aan Hattisch, zou betekenen: "het land van het Lukkavolk".
Bithynië · Cappadocië · Carië · Cilicië · Dorische hexapolis · Eolië · Frygië · Galatië · Ionië · Lycaonië · Lycië · Lydië · Mysië · Pamfylië · Paflagonië · Pisidië · Pontus · Troas
Achaea · Alexandria et Aegyptus · Africa · Alpes Cottiae · Alpes Maritimae · Alpes Poeninae · Arabia Petraea · Armenia Inferior · Asia · Britannia · Cappadocia · Cilicia · Corsica · Creta · Cyprus · Cyrenaica · Dacia · Dalmatia · Epirus · Galatia · Gallia (Aquitania · Belgica · Lugdunensis · Narbonensis) · Germania (Inferior · Superior) · Hispania (Baetica · Lusitania · Tarraconensis) · Italia · Iudaea · Lycaeonia · Lycia · Macedonia · Mauretania (Caesariensis · Tingitana) · Moesië (Inferior · Superior) · Noricum · Numidia · Pannonia (Inferior · Superior) · Pamphylia · Pisidia · Pontus et Bithynia · Raetia · Sardinia · Sicilia · Syria · Thracia

Tijdelijke bezettingen: Germania (7-9 n.Chr.) · Armenia (114-117 n.Chr.) · Assyria (116-117 n.Chr.) · Mesopotamia (115-117 n.Chr.)